# Великолепната седморка
 Тази статия е за филма от 1960 г..  За филма от 2016 г. вижте Великолепната седморка (филм, 2016).  
„Великолепната седморка“ (на английски: The Magnificent Seven) е американски пълнометражен игрален филм от 1960 година, продуциран и режисиран от Джон Стърджис, римейк на „Седемте самураи“ на Акира Куросава. В лентата участват актьорите Юл Бринър, Стийв Маккуин, Чарлс Бронсън, Робърт Вон, Джеймс Кобърн, Брад Декстър и Хорст Буххолц.

## Сюжет
Действието се развива през 1880-те. Във филма се разказва за 7 наемници, американци, които отиват да защитават малко мексиканско градче от бандити от другата страна на границата.

## В ролите
| Изпълнител    | Роля             |
| ------------- | ---------------- |
| Юл Бринър     | Крис Адамс       |
| Стийв Маккуин | Вин              |
| Чарлс Бронсън | Бернардо О’Рейли |
| Робърт Вон    | Ли               |
| Джеймс Кобърн | Брит             |
| Хорст Буххолц | Чико             |
| Брад Декстър  | Хари Лак         |
| Илай Уолък    | Калвера          |

## Награди и номинации
- 1961 година получава номинация за Оскар за музиката от филма.

## Български дублаж
| Озвучаващи артисти  | Йорданка Илиева Васил Бинев Силви Стоицов Здравко Методиев Христо Узунов Светозар Кокаланов |
| Преводач            | Миряна Мезеклиева                                                                           |
| Тонрежисьор         | Стефан Дучев                                                                                |
| Режисьор на дублажа | Димитър Кръстев                                                                             |